# Autostrada A5 (Italia)
L'autostrada A5 (o autostrada della Valle d'Aosta, in francese Autoroute de la Vallée d'Aoste) collega Torino al Traforo del Monte Bianco, passando per Ivrea e la Valle d'Aosta. Annoverata tra le autostrade più avanzate del Paese, in quanto dotata di particolari impianti termici per prevenire la formazione di ghiaccio sul manto stradale, è lunga 143,4 km ed è l'autostrada più cara d'Italia.
Pur avendo un'unica numerazione e progressiva chilometrica, la A5 è la concatenazione senza soluzione di continuità di tre autostrade costruite in tempi diversi e gestite da società diverse: la Torino-Quincinetto, la Quincinetto-Aosta e la Aosta est-Monte Bianco.
L'importanza del tracciato è sia turistica, per l'accesso alle località sciistiche valdostane, sia nel campo dei trasporti, per i collegamenti verso la Francia e la Svizzera.

## Storia
Il tratto Torino - Ivrea - Quincinetto fu aperto nel maggio 1961 dopo tre anni di lavori, iniziati nel febbraio del 1958.
Successivamente il tracciato fu prolungato fino ad Aosta Est in diverse fasi:
- Quincinetto - Verrès, apertura il 2 luglio 1967
- Verrès - Châtillon, apertura il 16 agosto 1968[4]
- Châtillon - Nus, apertura il 9 luglio 1969
- Nus - Aosta Est, apertura il 27 maggio 1970.

Nel 1983 la Società R.A.V. - Raccordo Autostradale Valle d'Aosta S.p.A. è stata costituita per progettare, realizzare e gestire il tratto tra la città di Aosta e il Traforo del Monte Bianco. In virtù di questo accordo nel 1994 è stato aperto il tronco Aosta Est - Morgex, il 29 giugno 2001 il tronco Morgex - Courmayeur e nel 2007 il tronco Courmayeur - Entrèves.
Dal 1º dicembre 2024 il tratto Torino - Quincinetto dell'autostrada è gestita dalla società Ivrea Torino Piacenza della famiglia Dogliani, nuova concessionaria subentrata alla ATIVA del gruppo Gavio.

## Percorso
La gestione del primo tratto da Torino fino a Quincinetto e alla bretella di Santhià è affidata alla società Ivrea Torino Piacenza S.p.A. che ne cura i 75 chilometri con sei svincoli (Settimo Torinese, Volpiano, San Giorgio Canavese, Scarmagno, Ivrea e, sulla Diramazione Ivrea-Santhià, Albiano); il tratto da Quincinetto ad Aosta Est di 71,5 km è sotto la gestione della SAV S.p.A. con 6 caselli autostradali (Quincinetto, Pont-Saint-Martin, Verrès, Châtillon/Saint-Vincent, Nus e Aosta Est).
Dopo la barriera di Aosta Est, appena prima dell'uscita di Aosta Ovest, inizia il tratto più recente dell'autostrada, gestito da RAV - Raccordo Autostradale della Valle d'Aosta (società facente parte di Autostrade per l'Italia) ricco di viadotti e gallerie lunghe anche più di 3 km e con uscite di Aosta Ovest/Aoste ouest, Morgex e Courmayeur Sud; il tratto termina poco dopo innestandosi sulla SS 26 dir in località Entrèves, che in meno di 2 km conduce al Traforo del Monte Bianco. È in progetto che questo innesto sulla viabilità ordinaria venga sostituito da un percorso autostradale che arrivi direttamente al Traforo del Monte Bianco, reso però complicato dalla difficile conformazione del territorio.
Dopo il traforo l'autostrada si innesta nel sistema autostradale francese attraverso l'Autoroute A40.
I primi 1,8 km dell'A5 (tra Torino - corso Giulio Cesare e l'interscambio di Settimo Torinese) sono in comune con l'A4 Torino - Trieste, sicché l'autostrada A5 è lunga, da sola, 140,2 km.

## Tabella percorso

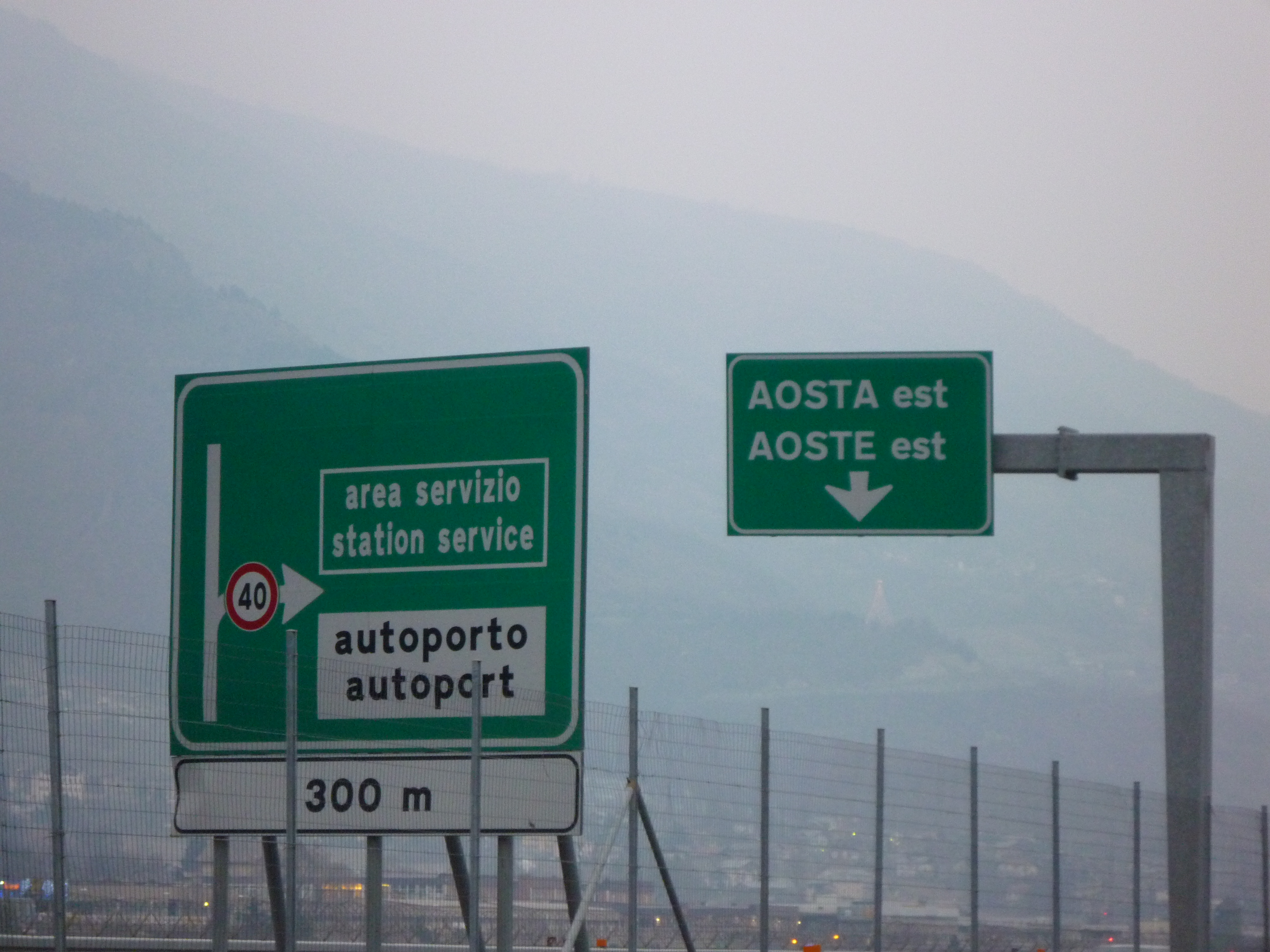
L'uscita Aosta est in direzione di Torino

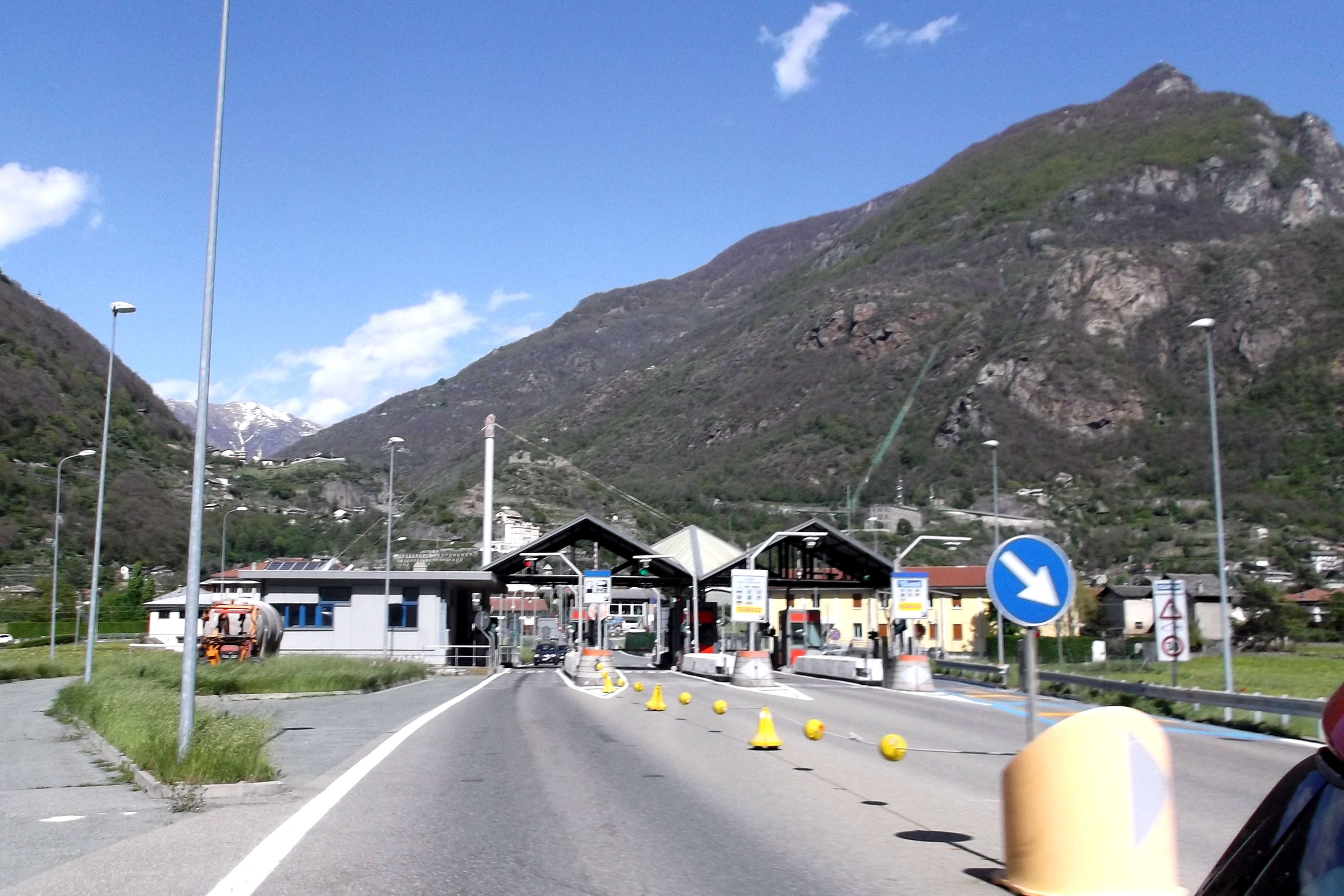
Casello autostradale a Pont-Saint-Martin

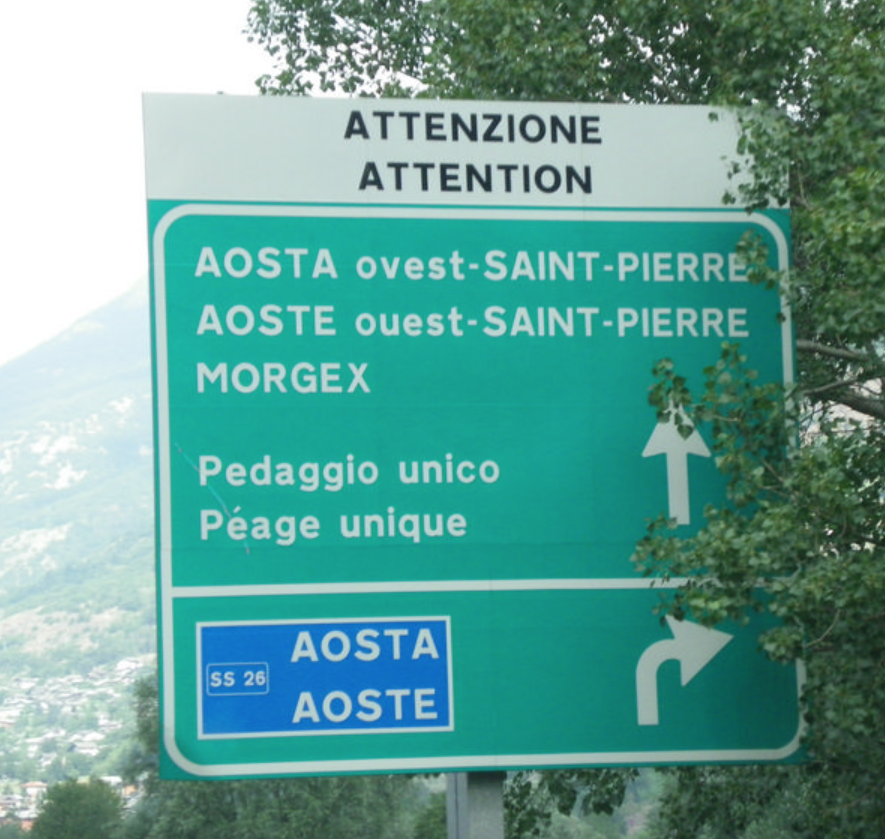
Cartello presso Les Îles

| TORINO - AOSTA - MONTE BIANCO Autostrada della Valle d'Aosta | |       |      |                |
| Tipo                                                         | Indicazione | km    | Area | Strada europea |
|                                                              | Torino corso Giulio Cesare | 0     | TO   |                |
|                                                              | Torino - Trieste tangenziale di Torino Torino Abbadia di Stura Torino-Caselle Padana Superiore                                                                 | 1,6   | TO   |                |
|                                                              | Area di servizio "Settimo Torinese est" area di servizio dismessa                                                                                              | 2,8   | TO   |                |
|                                                              | Settimo Torinese | 3,8   | TO   |                |
|                                                              | Barriera Torino nord | 4     | TO   |                |
|                                                              | Volpiano | 11    | TO   |                |
|                                                              | San Giorgio Canavese | 25    | TO   |                |
|                                                              | Area di parcheggio "Pietra Grossa" | 30    | TO   |                |
|                                                              | Scarmagno | 33    | TO   |                |
|                                                              | Area di servizio "Scarmagno" | 35    | TO   |                |
|                                                              | Diramazione Ivrea - Santhià Torino - Trieste Genova - Gravellona Toce                                                                                          | 37    | TO   |                |
|                                                              | Ivrea | 40    | TO   |                |
|                                                              | Quincinetto | 53    | TO   |                |
|                                                              | Pont-Saint-Martin | 58    | AO   |                |
|                                                              | Area di parcheggio "Arnad" | 66,7  | AO   |                |
|                                                              | Verrès | 70    | AO   |                |
|                                                              | Châtillon - Saint-Vincent | 81,5  | AO   |                |
|                                                              | Area di servizio "Châtillon - Saint-Vincent" | 81,6  | AO   |                |
|                                                              | Area di parcheggio "Prolex" | 84    | AO   |                |
|                                                              | Area di parcheggio "Chambave" | 88    | AO   |                |
|                                                              | Area di parcheggio "Champagne" | 90    | AO   |                |
|                                                              | Area di parcheggio "Crêtes" | 92    | AO   |                |
|                                                              | Nus | 93    | AO   |                |
|                                                              | Area di servizio "Les Îles de Brissogne" | 99    | AO   |                |
|                                                              | Barriera Aosta / Aoste | 101   | AO   |                |
|                                                              | Aosta est / Aoste est del Gran S. Bernardo / du Grand-St-Bernard Traforo del Gran S. Bernardo / Tunnel du Grand-St-Bernard Confine di Stato: Svizzera / Suisse | 101   | AO   |                |
|                                                              | Area di parcheggio "Autoporto / Autoport" | 101   | AO   |                |
|                                                              | Area di servizio "Autoporto / Autoport" | 102   | AO   |                |
|                                                              | Area di parcheggio "Grand Combin" | 105   | AO   |                |
|                                                              | Aosta ovest / Aoste ouest - Saint-Pierre | 113   | AO   |                |
|                                                              | Morgex | 131   | AO   |                |
|                                                              | Courmayeur | 139   | AO   |                |
|                                                              | Traforo del Monte Bianco / Tunnel du Mont-Blanc Confine di Stato: Francia / France                                                                             | 144,1 | AO   |                |

## A4/A5 Diramazione Ivrea-Santhià

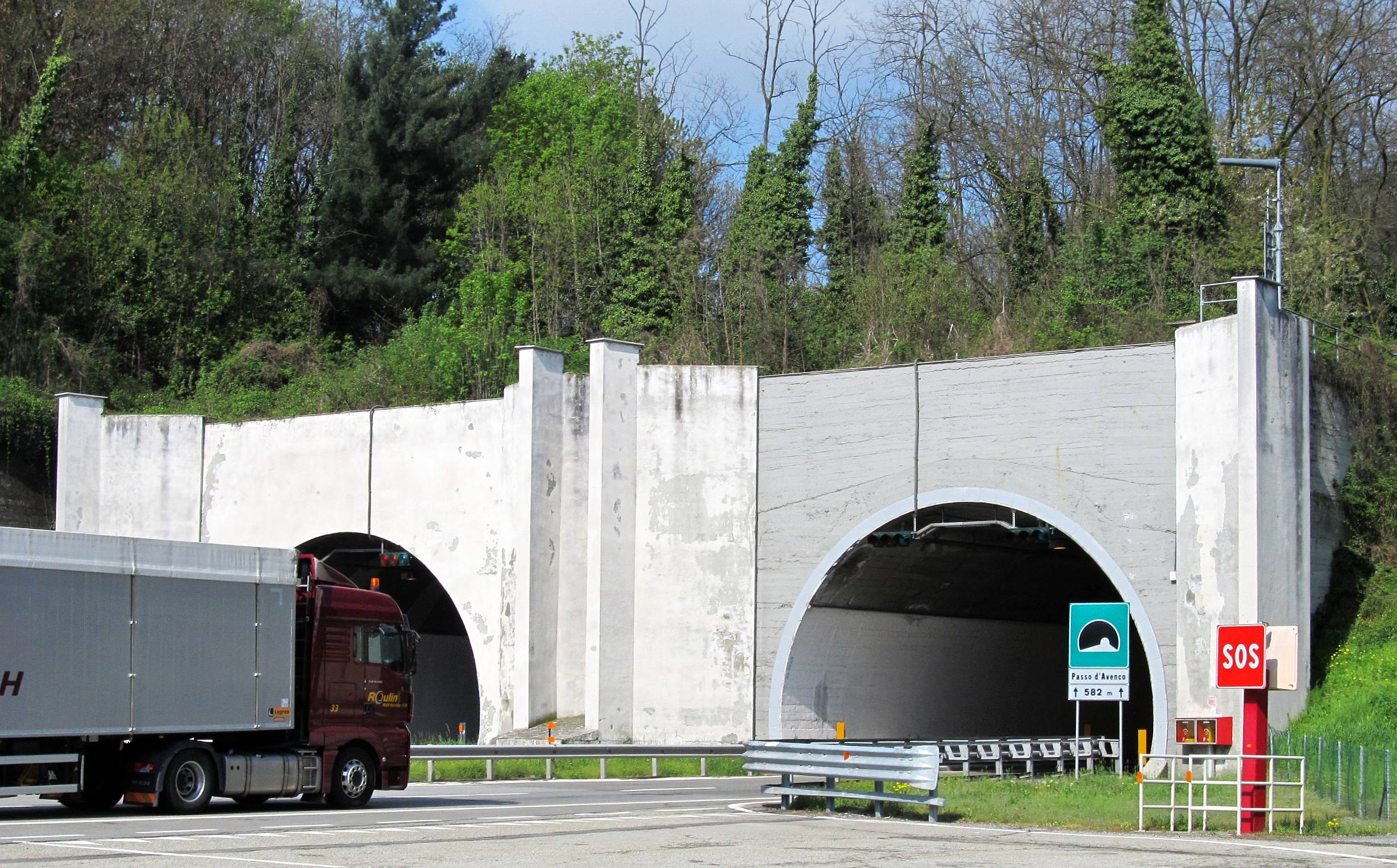
La galleria del Passo d'Avenco tra l'uscita di Albiano e l'innesto sulla A4

L'autostrada A4/A5 Diramazione Ivrea-Santhià, denominata anche raccordo Ivrea-Santhià (popolarmente bretella), congiunge l'autostrada A4, nei pressi di Santhià, con l'autostrada A5, nei pressi di Ivrea, più precisamente vicino a Pavone Canavese. È gestita dalla società ITP.
A Santhià l'A4/A5 continua nella Diramazione A4/A26 Stroppiana-Santhià.
Il decreto legislativo del 29 ottobre 1999 n. 461 ha classificato questa diramazione come A4-A5 tuttavia nei pannelli integrativi di identificazione dei cavalcavia è indicata come A4/5.
Il tracciato della struttura è pianeggiante, con due corsie per senso di marcia e una galleria prima di Albiano; a differenza di quanto accade generalmente nelle autostrade italiane, la distanza tra le due carreggiate è molto ampia, presumibilmente pensando a un possibile ampliamento a tre corsie. L'unica uscita che si trova è quella di Albiano d'Ivrea. Il traffico è spesso intenso, specie nei periodi di vacanza, provenendo dalla A5 in direzione A4.
L'autostrada venne aperta al traffico il 12 luglio 1968.
Originariamente classificata come A18, tale numerazione le fu poi tolta.
| AUTOSTRADA A4/A5 Diramazione Ivrea - Santhià |                                                           |      |      |                |
| Tipo                                         | Indicazione                                               | km   | Area | Strada europea |
|                                              | Torino - Aosta                                            | 0,0  | TO   |                |
|                                              | Albiano ex del Lago di Viverone - Ivrea                   | 7,9  | TO   |                |
|                                              | Area di servizio "Viverone"                               | 13   | TO   |                |
|                                              | Torino - Milano Santhià                                   | 23,5 | VC   |                |
|                                              | Diramazione Stroppiana - Santhià Genova - Gravellona Toce | 23,6 | VC   |                |

## Raccordo A5-SS 27

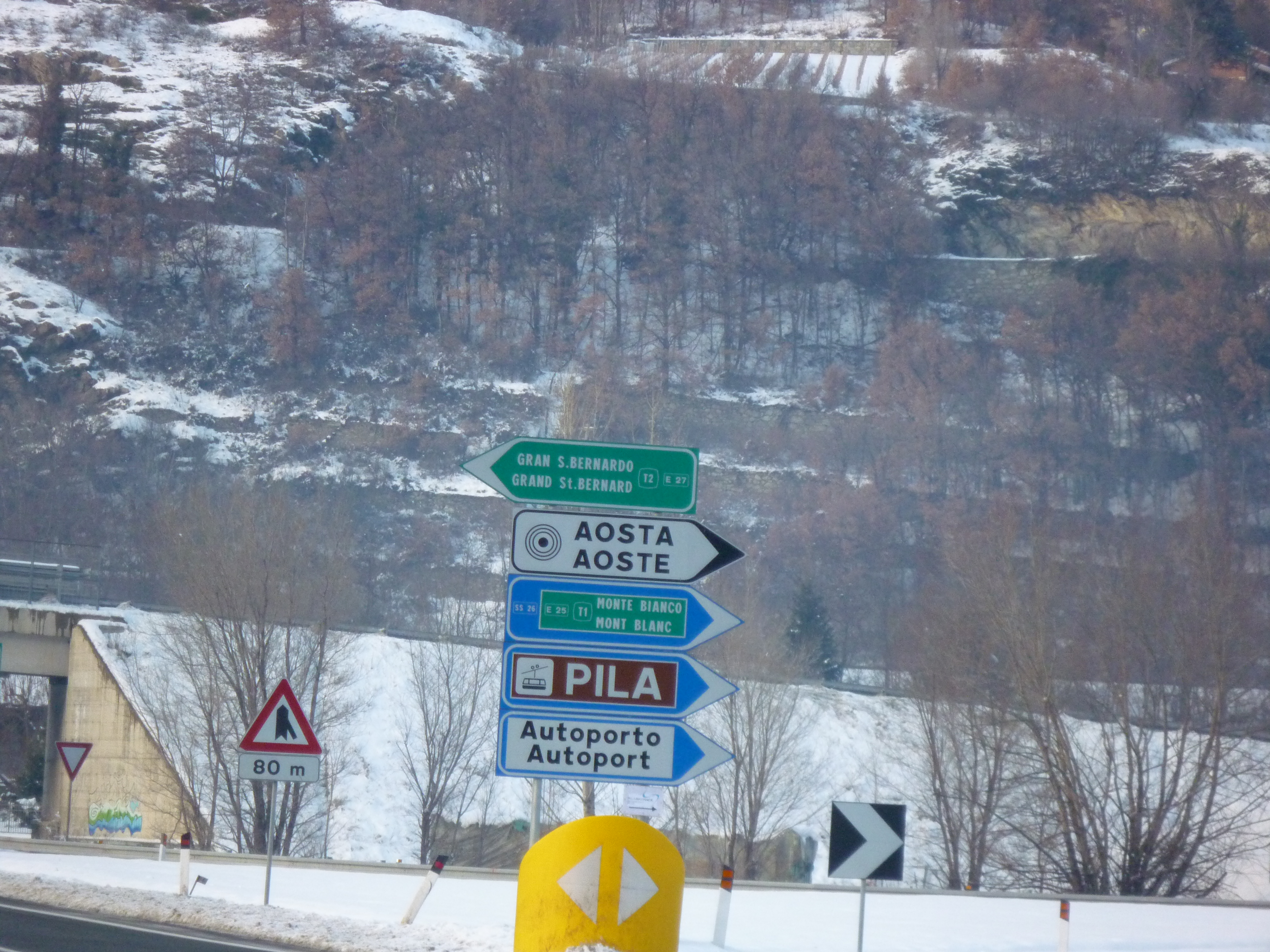
Segnaletica bilingue italo-francese al bivio per il raccordo A5-SS 27 al Villair de Quart

Il raccordo tra la A5 e la strada statale 27 del Gran San Bernardo è una strada di 7,9 km che per la maggior parte (6761 m) corre in galleria e serve a raggiungere la SS 27, dall'A5, senza dover attraversare il centro abitato di Aosta.
Il raccordo pur essendo a carreggiata unica e pur non presentando i segnali di inizio e fine autostrada viene considerato un tronco autostradale dall'AISCAT. Il raccordo presenta le stesse restrizioni al transito delle autostrade.
È stato costruito e attualmente è gestito dalla società SAV S.p.A.; il primo tratto di 5,6 km, comprendente la galleria più lunga (tra l'A5 e la strada statale 27 del Gran San Bernardo poco oltre il fiume Buthier) è stata aperta al pubblico il 19 dicembre 1997, mentre la seconda parte del percorso, di 2,3 km, (comprendente la galleria più corta ed il collegamento con la strada statale 27 del Gran San Bernardo in direzione Svizzera) è stata aperta al pubblico il 5 novembre 2001. Entrambe le gallerie sono a canna unica (con due corsie nel percorso in salita ed una in quello in discesa) ed il raccordo è raggiungibile dalla A5 tramite lo svincolo di Aosta Est (stazione Aosta-Gran San Bernardo). In questo raccordo la velocità massima consentita è di 80 km/h.
Questo raccordo è anche classificato come raccordo R39/Aosta-Gran San Bernardo secondo la numerazione interna di Autostrade per l'Italia.

### Percorso
| RACCORDO A5-SS 27 |                                                                 |     |      |                |
| Tipo              | Indicazione                                                     | km  | Area | Strada europea |
|                   | Torino - Aosta - Monte Bianco                                   | 0   | AO   |                |
|                   | Galleria "Côte de Sorreley"                                     | 0,4 | AO   |                |
|                   | SS 27                                                           | 6,1 | AO   |                |
|                   | Galleria "Signayes"                                             | 6,3 | AO   |                |
|                   | SS 27 Traforo del Gran San Bernardo Confine di Stato - Svizzera | 7,9 | AO   |                |